# Johann Christoph Stöphasius
Johann Christoph Stöphasius (również: Stoephasius, Stephasius, Stoephazyusz, Stefazyusz, Stefazjusz) (ur. 10 września 1772 w Górkach, zm. 9 listopada 1842 w Lesznie) — nauczyciel, filolog, działacz oświatowy, pastor.

## Życiorys
Urodził się w rodzinie pastora 10 września 1772 w Górkach w ówczesnej Brandenburgii. W latach 1794–97 studiował teologię protestancką, filozofię i filologię klasyczną na uniwersytecie w Halle oraz ukończył seminarium nauczycielskie w Berlinie. W Poczdamie w 1802 pracował jako nauczyciel domowy. W 1804 wraz z S.B. Linde przyjechał do Warszawy i w roku następnym został powołany na rektora nowo powstałego Liceum Warszawskiego. Uczył języków klasycznych wraz z retoryką i języka niemieckiego. Po utworzeniu Księstwa Warszawskiego pozostał w Warszawie i nauczył się języka polskiego.
W 1819 został powołany na czynnego członka Towarzystwa do Ksiąg Elementarnych. Przygotowywał podręczniki szkolne z łaciny i greki oraz opracowywał programy nauczania. Był ceniony za wkład w przywracanie polskiego systemu szkolnego.
W latach 1813–17 wykładał po łacinie literaturę rzymską w Szkole Prawa i Administracji i nauczał greki w Pijarskim Konwikcie Żoliborskim w okresie 1814–17. Wydział Filozoficzno-Literacki Uniwersytetu Jagiellońskiego 29 marca 1816 nadał mu honorowy doktorat z filozofii, a 15 czerwca 1816 został członkiem korespondentem Towarzystwa Naukowego Krakowskiego.
W 1818 przeniósł się do Poznania i pracował jako radca w Prowincjonalnym Konsystorzu Szkolnym. W roku następnym został zatrudniony w urzędzie cenzorskim w Poznaniu.
W 1824 zamieszkał w Lesznie, gdzie został mianowany dyrektorem Królewsko-Pruskiego Gimnazjum. Ofiarował Gimnazjum swoją domową bibliotekę. Przestrzegał prawa uczniów do zachowania tożsamości narodowej. Wraz z innymi nauczycielami założył Towarzystwo Nauk Przyrodniczych.
Żonaty z Augustą Chrystianą Fryderyką miał syna Adolfa i córkę Albertynę Otylię. Zmarł 9 listopada 1842 w Lesznie.